# Ealing Broadway (stanice metra v Londýně)
Ealing Broadway je stanice metra v Londýně, otevřena byla 1. prosince 1838. Původní název zněl jen Ealing. Nachází se na těchto linkách :
- Central Line (zde končí, před touto stanicí je West Acton)
- District Line (zde končí, před touto stanicí je Ealing Common)
- National Rail

| Rok  | Počet cestujících |
| ---- | ----------------- |
| 2011 | 16,09 mil         |
| 2012 | 16,09 mil         |
| 2013 | 16,64 mil         |
| 2014 | 17,38 mil         |